# Isaías Olariaga
Abel Isaías Olariaga (Santa Fe, Argentina, 10 de diciembre de 1986) es un futbolista argentino. Juega de defensor central y es agente libre. 

## Trayectoria
Realizó las inferiores en Tigre, Racing, Comunicaciones y Cerro Porteño de Paraguay.

### 3 de Febrero
Comenzó su carrera con el 3 de Febrero de la Primera División de Paraguay. Con el Tigre del Este, realizó su debut oficial el 31 de enero de 2010 ante Sportivo Trinidense por la primera fecha del Torneo Apertura 2010 del fútbol paraguayo. 

### Deportivo Armenio
El 6 de julio de 2011 arregló contrato con el Deportivo Armenio de la Primera B Metropolitana, con quienes únicamente disputó un partido oficial. 

### Ciclón
En enero de 2013 desembarcó en el fútbol boliviano con el Ciclón de Tarija, donde se mantuvo por seis meses.

### Laguna Blanca
A mediados de 2013 fichó por el Laguna Blanca de Formosa, que disputaba el Torneo Argentino B por entonces. Jugó once partidos oficiales durante su paso por el club. 

### El Linqueño
En 2015 se convirtió en refuerzo de El Linqueño, también del Argentino, donde jugó 27 partidos oficiales y marcó dos goles. 

### San Miguel
Al año siguiente, recaló en el San Miguel de la Primera C. En 2017 consiguió el ascenso a la Primera B Metropolitana.
Es recordado por una delicada situación en la que un árbitro le salvó la vida durante pleno partido después de un choque de cabezas con otro jugador que le causó una fractura en el cráneo a Olariaga.

### Platense
El 12 de julio de 2019 fue transferido junto con Bruno Volpi al Platense de Honduras.

### Real Sociedad
El 28 de diciembre de 2019 pasó a Real Sociedad, manteniéndose en el fútbol catracho por seis meses más.

## Clubes
| Club              | País      | Año       |
| ----------------- | --------- | --------- |
| 3 de Febrero      | Paraguay  | 2010      |
| Deportivo Armenio | Argentina | 2011-2012 |
| Ciclón            | Bolivia   | 2013      |
| Laguna Blanca     | Argentina | 2013-2014 |
| El Linqueño       | Argentina | 2015      |
| San Miguel        | Argentina | 2016-2019 |
| Platense          | Honduras  | 2019      |
| Real Sociedad     | Honduras  | 2020      |